# Tony Joe White (album)
| Recensione | Giudizio |
| ---------- | -------- |
| AllMusic   | [ 1 ]    |

Tony Joe White è il quarto album discografico di Tony Joe White, pubblicato dalla casa discografica Warner Bros. Records nel febbraio del 1971.

## Tracce

### LP
Lato A
Testi e musiche di Tony Joe White.
1. They Caught the Devil and Put Him in Jail in Eudora, Arkansas – 3:46
2. The Change – 5:50
3. My Kind of Woman – 3:43
4. The Daddy – 4:41
5. Black Panther Swamps – 3:01

Lato B
Testi e musiche di Tony Joe White, eccetto dove indicato.
1. Five Summers for Jimmy – 3:44
2. A Night in the Life of a Swamp Fox – 4:38
3. Traveling Bone – 2:52
4. I Just Walked Away – 4:41
5. Copper Kettle – 4:13 (Bob Dylan)
6. Voodoo Village – 3:06 (Le Ann White)

## Musicisti
- Tony Joe White - voce, chitarra, armonica, whomper stomper
- Robert McGuffie - basso
- Sammy Creason - batteria
- Mike Utley - pianoforte, organo
- Wayne Jackson (Memphis Horns) - tromba
- Roger Hopps (Memphis Horns) - tromba, arrangiamento strumenti a corda
- Andrew Love (Memphis Horns) - sassofono tenore
- Louis Collins (Memphis Horns) - sassofono tenore
- James Mitchell (Memphis Horns) - sassofono baritono
- Jack Hale (Memphis Horns) - trombone
- Memphis Horns - arrangiamento strumenti a fiato

Note aggiuntive
- Peter Asher - produttore
- Periodo di registrazione: dall'1 al 12 dicembre 1970
- Brani: Copper Kettle, Daddy, They Caught the Devil and Put Him in Jail in Eudora, Arkansas e My Kind of Woman, registrati al Sound of Memphis Studios di Memphis, Tennessee (Stati Uniti)
- Stan Kessler - ingegnere delle registrazioni (al Sound of Memphis Studios)
- Tutti i rimanenti brani furono registrati al Ardent Recording Studio di Memphis, Tennessee (Stati Uniti)
- Terry Manning e Richard Rosebrough - ingegneri delle registrazioni (al Ardent Recording Studio)
- Phil Walden and Associates, Inc. - direzione
- Jim Marshall - fotografie
- Ed Thrasher - art direction[3]

## Classifica
| Anno | Classifica    | Posizione raggiunta |
| ---- | ------------- | ------------------- |
| 1971 | Billboard 200 | 167                 |